# Кокмардан
Кокмарда́н (каз. Көкмардан) — село у складі Отирарського району Туркестанської області Казахстану. Адміністративний центр Талаптинського сільського округу.
Населення — 2495 осіб (2021; 2586 у 2009, 2214 у 1999, 2091 у 1989).